# 马库斯·格伦霍姆
马库斯·“博塞”·格倫霍姆（瑞典語：Marcus "Bosse" Grönholm，1968年2月5日—）是芬兰前拉力车手。他在为标致车队效力期间，赢得了2000年和2002年世界拉力锦标赛（以下简称WRC）冠军，在标致车队退出WRC后，格倫霍姆转会福特车队，并且在2006年赛季获得车手积分榜第二名，以一分之差仅次于塞巴斯蒂安·勒布。2007年赛季，他再度名列第二名，这次他落后冠军勒布4分。赛季结束，他和他的領航員Timo Rautiainen宣布退役，但在2009年赛季复出加入私人车队斯巴鲁。 
格倫霍姆还赢得了2002年ROC，把Henri Toivonen Memorial Trophy带回了家，因此得到了“王中王”的头衔。在2006年的ROC中，他和海基·科瓦莱宁组成芬兰队，并赢得了国家杯。

## 职业生涯

### 生涯早期
Marcus的父亲，Ulf Grönholm在70年代晚期到80年代早期活跃于拉力車界，并且取得了巨大的成功，两次获得芬兰冠军。1981年2月25日，在基尔科努米为Hankiralli准备的一次拉力赛中他不幸身亡。父亲去世时，格倫霍姆年仅13岁。但后来他表示不是他的父亲Ulf，而是Sebastian Lindholm（格倫霍姆的堂兄，同一时代的拉力车手，2000年早期在标致车队做过一段时间的队友）勾起了他对拉力車的兴趣。在青年时代，格倫霍姆热衷于摩托越野赛，但一次严重的膝伤让他不得不转行到拳击。 
90年代，格倫霍姆穿梭于各个小车队中，最出名的是他和丰田合作驾驶Celicas和Corolla WRC赛车。作为一名大器晚成的车手，格倫霍姆直到31岁才成为一名厂商车队车手。再辗转了几支私人车队后，在芬兰拉力赛最后一天的比赛中，他吸引了包括福特，丰田和标致在内的厂商车队，他们都愿意为格倫霍姆提供了合同。最后格倫霍姆选择了标致，直到那时他才开始享受自己流星般的成功。

### 1999-2005：标致

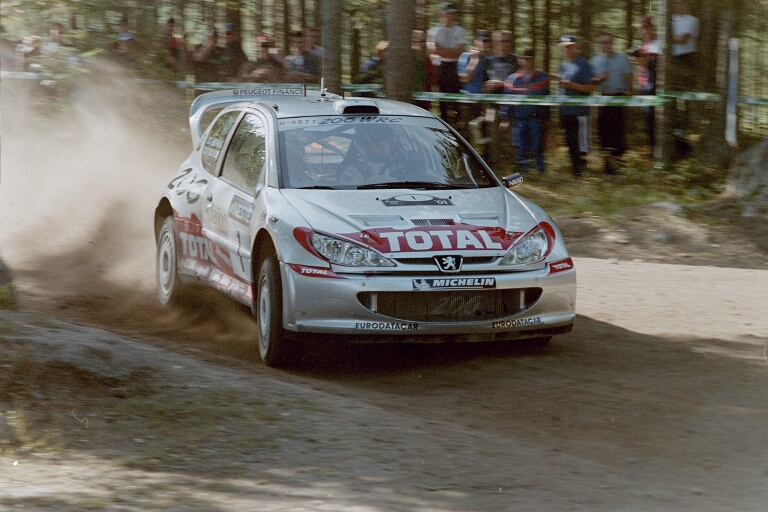
格倫霍姆在2001年芬兰拉力赛。

2000年的揭幕战WRC蒙特卡洛站，格倫霍姆就遭遇了引擎故障，一个月后在瑞典站，格倫霍姆驾驶206 WRC获得职业生涯第一个分站冠军。接二连三的胜利，这其中包括他的主场战役，让格倫霍姆迅速拉开了与第二名斯巴鲁车队理查德·伯恩斯之间的分差。在英国站，他仅次于伯恩斯以第二完赛，在一片震惊声中获得了个人第一个世界冠军。2001年，格倫霍姆度过了坎坷而失意的一个赛季，各种各样的机械故障让他在年终积分榜上仅仅名列第四。随后的2002赛季，他轻松赢得自己的第二个总冠军，在当时WRC界展现出了迈克尔·舒马赫般的统治力。

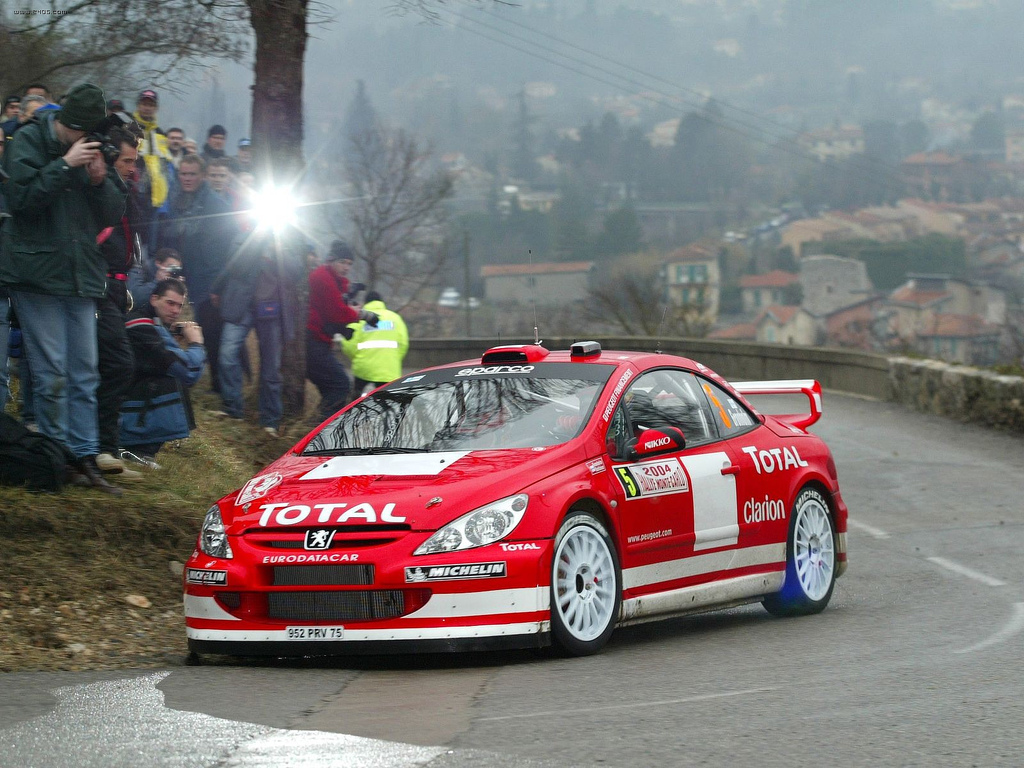
格倫霍姆驾驶标致307WRC在2004年蒙特卡洛拉力赛

2003年的开端仿佛只是2002年的延续，他在赛季揭幕战蒙特卡洛拉力赛中取得领先，本有希望从雪铁龙手中抢到胜利，直到标致车队惯有的不走运再度降临。在赛季前半段，他锁定了新西兰站和阿根廷站的胜利——后者是从第六位奋起直追，最后击败了收到处罚的卡洛斯赛恩斯。但格倫霍姆无法持续稳定地拿分，使他无法真正对冠军发起冲击。2004赛季，车队的母公司引入了体积更为庞大的标致307 WRC，但在接下去的两个赛季，格倫霍姆仅仅取得三场胜利，其中两场是他的家乡站芬兰站，剩下那场来自于日本，这要得益于一直处于领先位置的斯巴鲁车队皮特索尔伯格的退赛，这也是一场令人动容的胜利，就在前一周前的威尔士拉力赛，他在标致车队的队友：Markko Märtin的领航员Michael Park在一次撞车中不幸身亡。2006年，PSA集团宣布集体退出WRC，格倫霍姆也不得不另寻出路。

### 2006-2007：福特

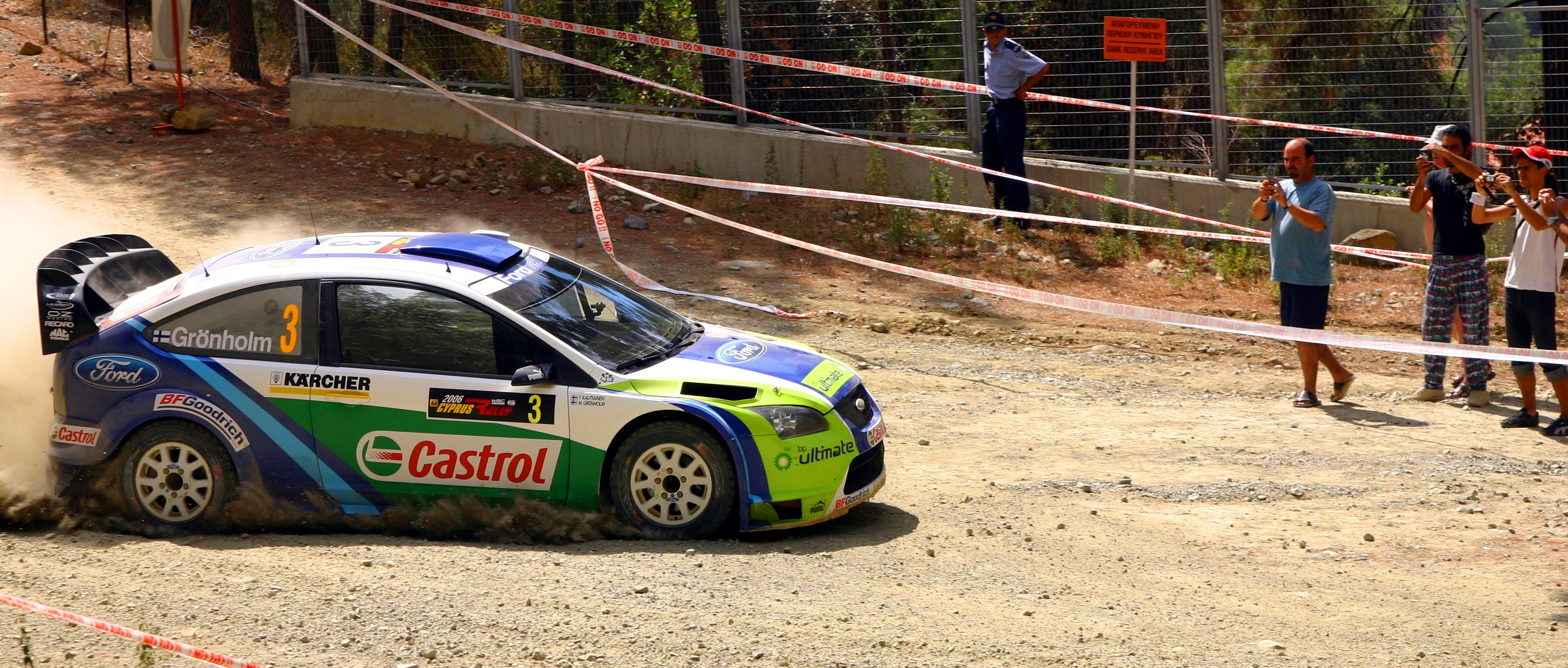
格倫霍姆在2006年塞浦路斯拉力赛。

2006赛季，格倫霍姆转投福特车队，驾驶全新的以2006年规格制造的Focus WRC。在处子秀中，他在蒙特卡罗赢得了自己第一场柏油地面拉力赛，以超过1分钟的优势击败了塞巴斯蒂安勒布。但事实上，他并没有能在赛道上战胜法国人，勒布在周五撞毁赛车，尽管赛车在规定时间内修好，但他被加罚五分钟，彻底和冠军无缘了。尽管在之后的瑞典大奖赛，他保持住了势头，取得赛季第二胜，但随后的比赛渐渐被勒布接管，法国人在他参加的比赛中从没以低于第二的名次完赛，而他的对手则遭遇一系列退赛和失误，阻碍了他前进的脚步。

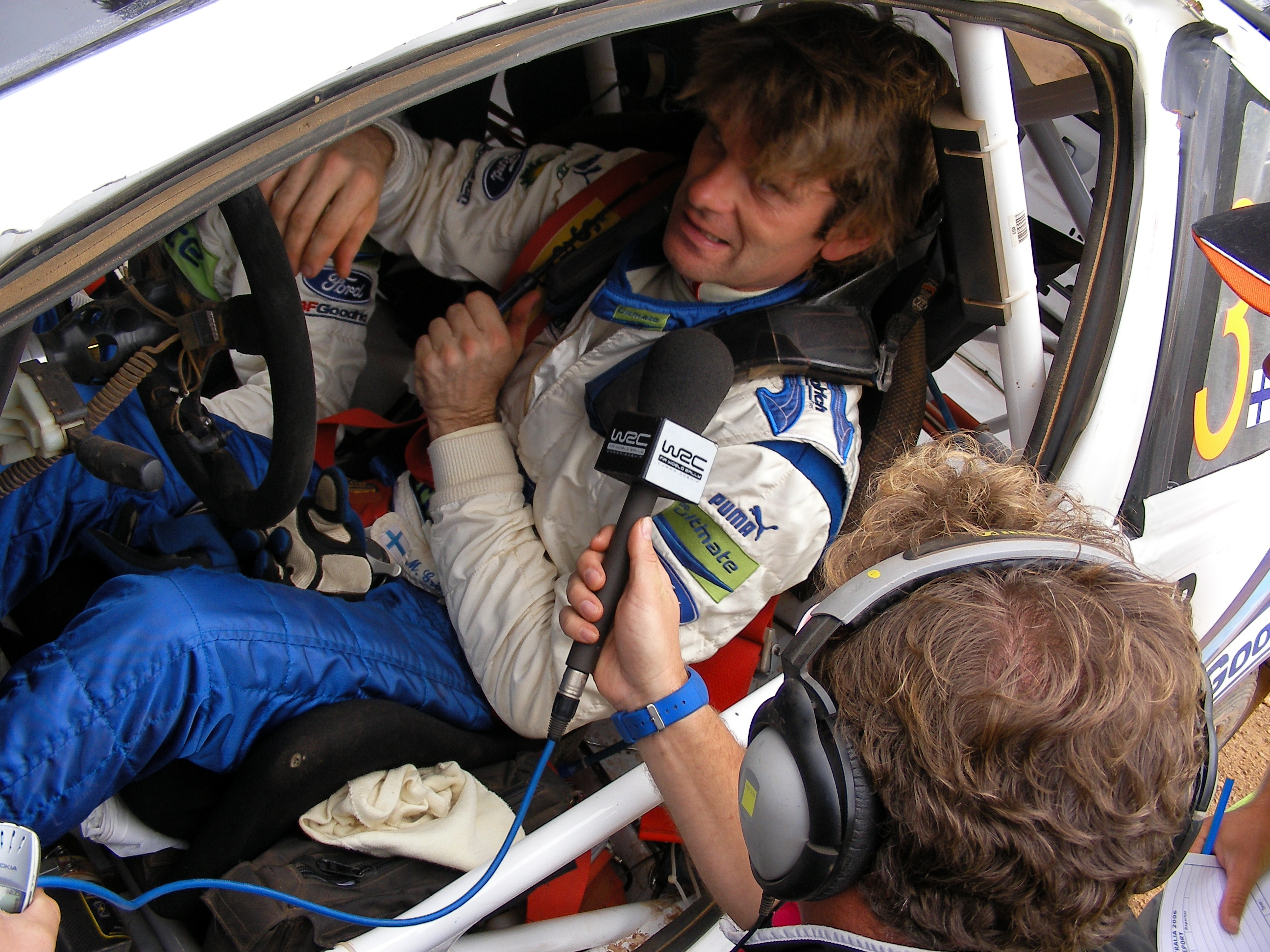
格倫霍姆在2006年澳大利亚拉力赛中。

同时，仍保有希望的芬兰人在希腊站和芬兰站从勒布手中抢到了胜利。塞浦路斯站，勒布再次取得胜利，他的年度总冠军似乎已经唾手可得，但此时他却遭遇了自己的黑色时光，在一场自行车事故中，勒布受伤，使他无法参加当赛季最后四场比赛。在勒布康复期间，格倫霍姆把分差追到只差一分。但在倒数第二站澳大利亚站，他在第一赛段就退出了竞争，宣告了他的总冠军希望彻底破灭。唯一剩下的一丝安慰是他在英国站取得冠军，队友米可哈沃宁紧随其后，帮助福特车队战胜缺了勒布的雪铁龙车队，获得当年车队冠军。

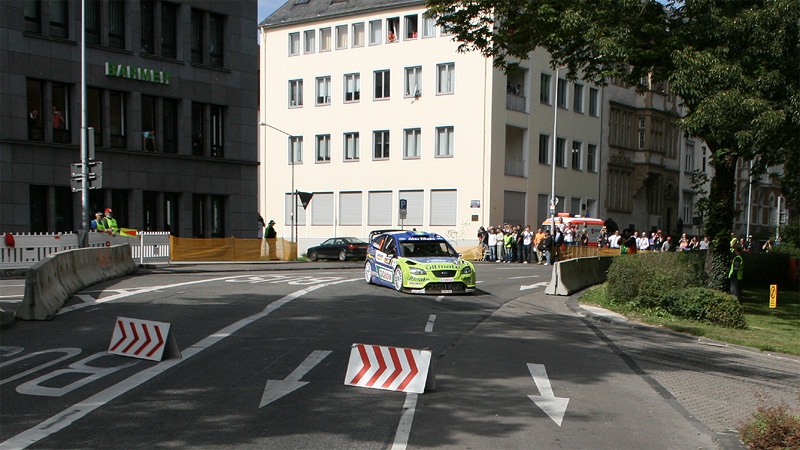
格倫霍姆在2007年德国拉力赛的特殊路段。

2007赛季。格倫霍姆有一个很不错的开局，他在第75届蒙特卡洛拉力赛中获得第三，仅次于处于压倒性地位的两辆雪铁龙赛车，随后又在瑞典站称雄，这一成绩仿佛是去年的缩影。通常都无懈可击的勒布则在挪威和萨丁尼亚空手而归。格倫霍姆则继续保持自己稳定的状态，在希腊站获得职业生涯第28冠，在夏休期到来时领先勒布9分。芬兰站，福特车队又以一二完赛，格倫霍姆冠军，哈沃宁则击败勒布取得第二。再接下去的德国站，格倫霍姆受到路边一头奶牛的影响进而自己失误，当时他处在第二，后方的François Duval正在全力追赶，这个失误让他掉到队友哈沃宁后面，仅仅名列第四。

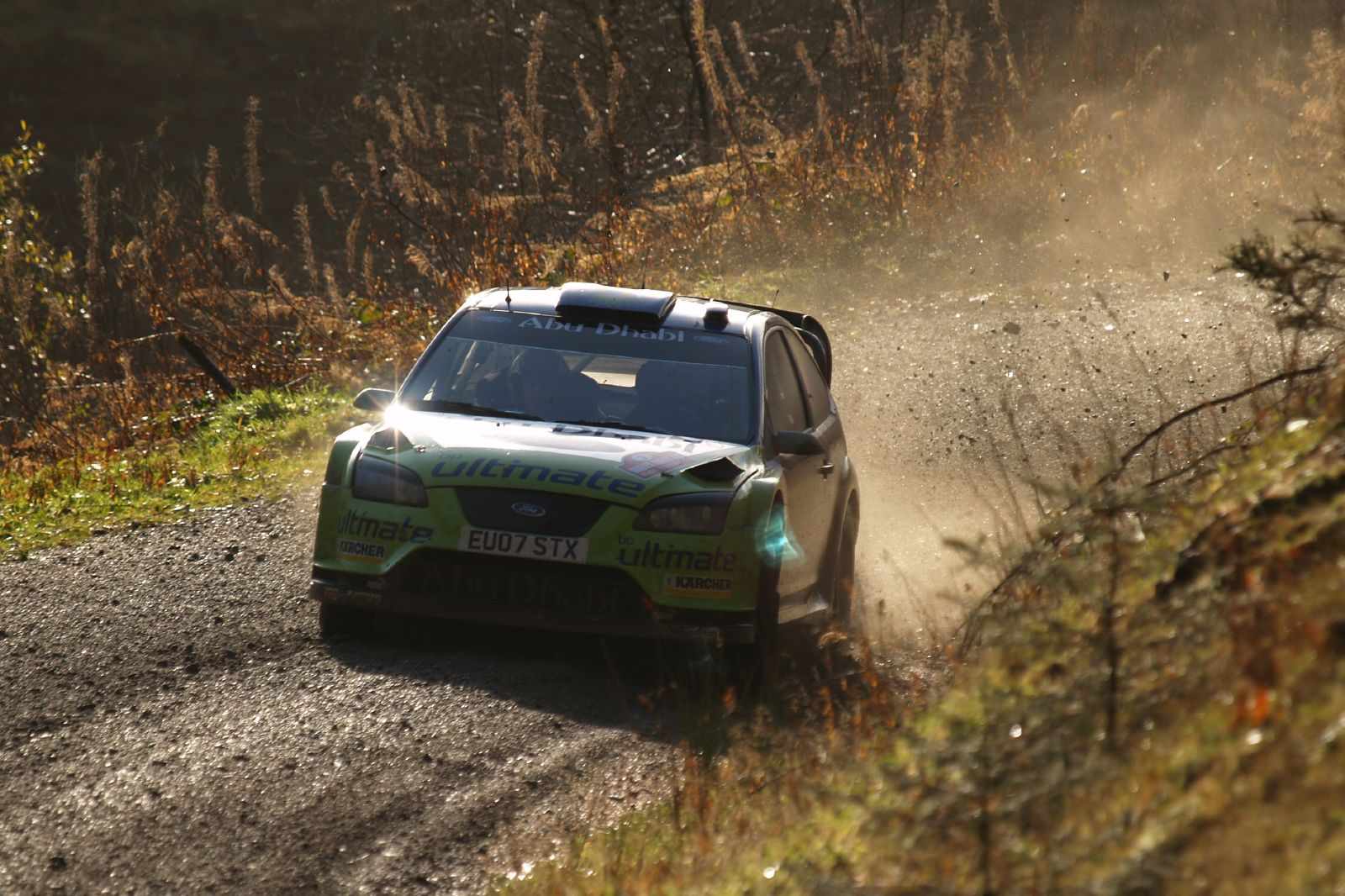
格倫霍姆的最后一场拉力比赛——2007年威尔士拉力赛。

比赛随后来到新西兰，在经过三个赛段的激烈竞争后，格倫霍姆以及其微弱的优势战胜勒布取得了一场史诗般的胜利。两人成绩最后的差距仅为0.3秒，这也是WRC历史上最小的成绩差。这场胜利让格倫霍姆在比赛还剩五轮的情况下领先勒布10分。西班牙站和法国站，他都登上领奖台，一切都在正常的轨道上行驶。但在日本和爱尔兰，他却早早地撞车出局，胜利的天平还是向勒布倾斜。威尔士的第二名不足以动摇勒布的优势，格倫霍姆只能以第二名的成绩完成整个赛季。 
2007年9月14日，关于长期谣传他将在2007赛季退役的的计划，格倫霍姆做出了自己的回应，他说：“我希望能在我还能获得胜利的时候离开，我不想让这个决定太晚出来，那时我可能已经无法再取得胜利了。”同时他还希望能以三届世界拉力锦标赛冠军的身份退役。

### 生涯晚期

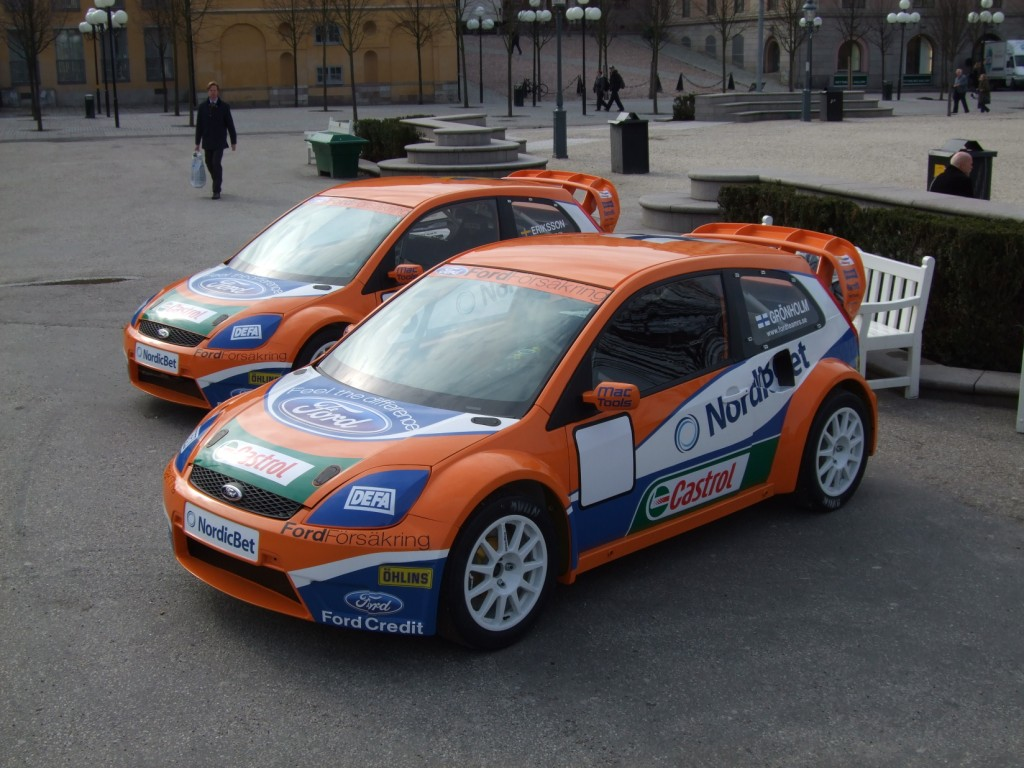
越野拉力赛，格倫霍姆和Andreas Eriksson在斯德哥尔摩驾驶的560匹马力Ford Fiesta ST ERCs

4月16日，格倫霍姆在斯德哥尔摩Kungsträdgården的一场新闻发布会上宣布将至少参加五场FIA欧洲汽车拉力锦标赛（FIA European Championships for Rallycross Drivers，以下简称ERC）。格倫霍姆加入了Ford Team RS Europe，搭档四届瑞典拉力赛冠军Andréas Eriksson，驾驶全新的4WD Ford Fiesta ST ERC。该车拥有560匹马力（420千瓦），800+Nm的扭矩，从0到100公里/时的加速时间仅为2.2秒，比F1赛车还要快。这个计划后来被瘦身到三场ERC比赛（瑞典、荷兰和波兰）。7月6日，格倫霍姆在23400观众面前，在瑞典的Höljes完成了自己的ERC首秀，他取得杆位并最后获得冠军。 
2008年8月，Stobart M-Sport Ford邀请他重回WRC代替受伤的Gigi Galli，而格倫霍姆拒绝了合同。后来又有报道说雪铁龙和斯巴鲁等厂商车队也希望能在2009年签下他。报道还说12月的时候，格倫霍姆和斯巴鲁已几乎签下一份完整的12场比赛的项目。但由于经济危机，车队不得不调整这个项目。比赛被压缩到四场，格倫霍姆失去了兴趣，不久以后，斯巴鲁就宣布由于经济形势低迷退出WRC。 
但格倫霍姆还是复出了，他加入了Prodrive一手筹备起来的Subaru Impreza WRC2008，并参加了2009年葡萄牙拉力赛。格倫霍姆说自己的目标不是获胜，能回到WRC实在是乐趣无穷，尽管是用一种特殊的方式，开的是一辆自己完全不熟悉的赛车。尽管格倫霍姆表现不错，始终和领先者保持着稳定的距离，但在星期六的比赛中，他撞车损毁了引擎，最后不得不以退赛告终，退出时他名列第四。

## 私人生活
格倫霍姆与他的妻子Teresa生活在芬兰因戈，有三个孩子，领航员Timo Rautiainen是他的姐夫。
他是门萨芬兰的一员。

## 冠军头衔
| 年份 | 头衔                       | 赛车                                       |
| ---- | -------------------------- | ------------------------------------------ |
| 1991 | Finnish champion (Group N) | Toyota Celica GT-Four                      |
| 1994 | Finnish champion (Group A) | Toyota Celica Turbo 4WD                    |
| 1996 | Finnish champion (Group A) | Toyota Celica GT-Four                      |
| 1997 | Finnish champion (Group A) | Toyota Celica GT-Four                      |
| 1998 | Finnish champion (Group A) | Toyota Corolla WRC / Toyota Celica GT-Four |
| 2000 | World Rally Champion       | Peugeot 206 WRC                            |
| 2002 | World Rally Champion       | Peugeot 206 WRC                            |
| 2002 | Champion of Champions      | Varies                                     |

## WRC胜利场次

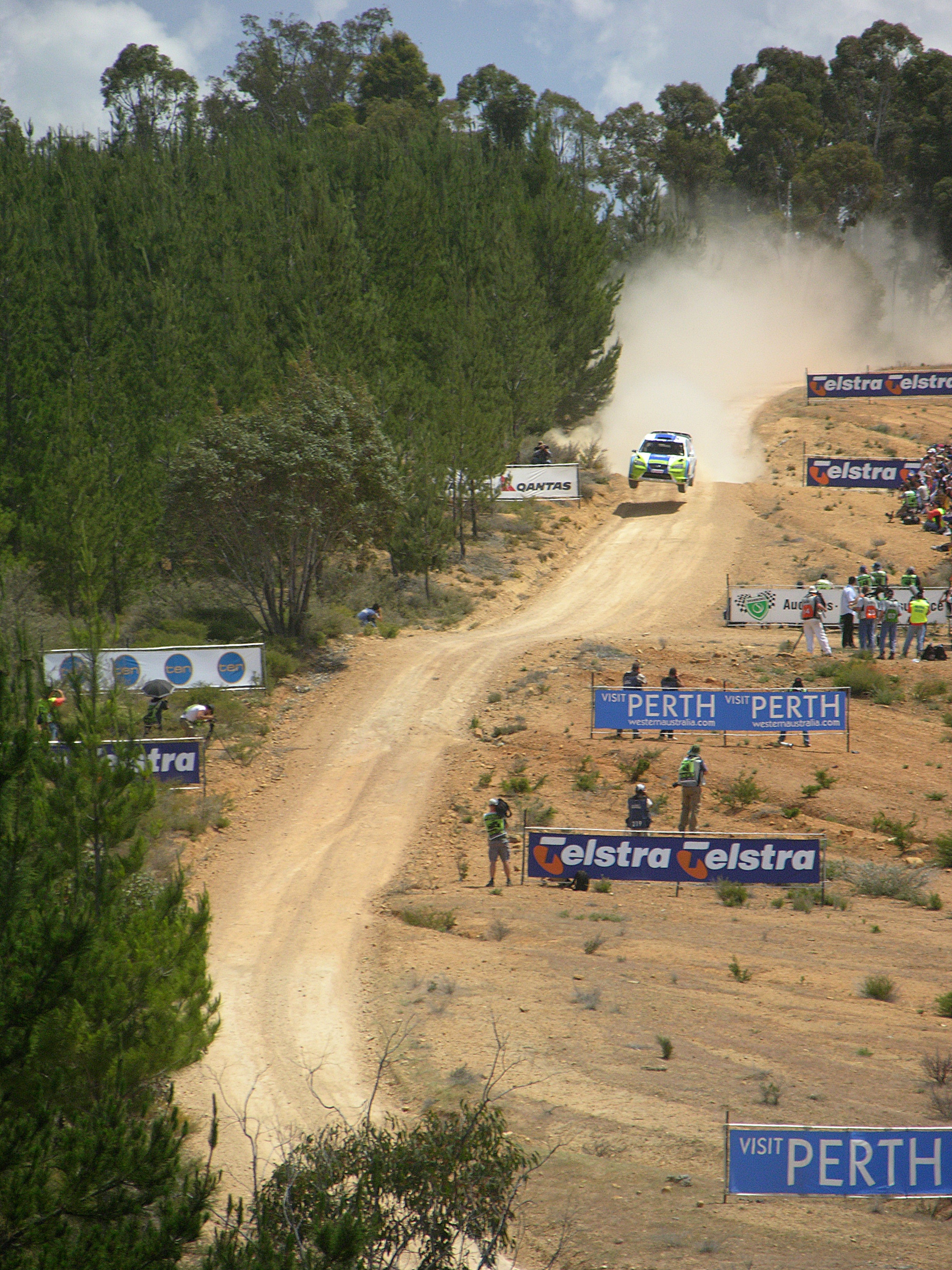
Grönholm at the Bunnings Jumps of the 2006 Rally Australia.

| #  | 赛事                                       | 赛季 | 领航员          | 赛车                 |
| -- | ------------------------------------------ | ---- | --------------- | -------------------- |
| 1  | 49th International Swedish Rally           | 2000 | Timo Rautiainen | 标致206 WRC          |
| 2  | 30th Rally New Zealand                     | 2000 | Timo Rautiainen | 标致206 WRC          |
| 3  | 50th Neste Rally Finland                   | 2000 | Timo Rautiainen | 标致206 WRC          |
| 4  | 13th Telstra Rally Australia               | 2000 | Timo Rautiainen | 标致206 WRC          |
| 5  | 51st Neste Rally Finland                   | 2001 | Timo Rautiainen | 标致206 WRC          |
| 6  | 14th Telstra Rally Australia               | 2001 | Timo Rautiainen | 标致206 WRC          |
| 7  | 57th Network Q Rally of Great Britain      | 2001 | Timo Rautiainen | 标致206 WRC          |
| 8  | 51st Uddeholm Swedish Rally                | 2002 | Timo Rautiainen | 标致206 WRC          |
| 9  | 30th Cyprus Rally                          | 2002 | Timo Rautiainen | 标致206 WRC          |
| 10 | 52nd Neste Rally Finland                   | 2002 | Timo Rautiainen | 标致206 WRC          |
| 11 | 32nd Propecia Rally New Zealand            | 2002 | Timo Rautiainen | 标致206 WRC          |
| 12 | 15th Telstra Rally Australia               | 2002 | Timo Rautiainen | 标致206 WRC          |
| 13 | 52nd Uddeholm Swedish Rally                | 2003 | Timo Rautiainen | 标致206 WRC          |
| 14 | 33rd Propecia Rally New Zealand            | 2003 | Timo Rautiainen | 标致206 WRC          |
| 15 | 23º Rally Argentina                        | 2003 | Timo Rautiainen | 标致206 WRC          |
| 16 | 54th Neste Rally Finland                   | 2004 | Timo Rautiainen | 标致307 WRC          |
| 17 | 55th Neste Rally Finland                   | 2005 | Timo Rautiainen | 标致307 WRC          |
| 18 | 2nd Rally Japan                            | 2005 | Timo Rautiainen | 标致307 WRC          |
| 19 | 74ème Rallye Automobile Monte-Carlo        | 2006 | Timo Rautiainen | 福特福克斯 RS WRC 06 |
| 20 | 55th Uddeholm Swedish Rally                | 2006 | Timo Rautiainen | 福特福克斯 RS WRC 06 |
| 21 | 53rd Acropolis Rally                       | 2006 | Timo Rautiainen | 福特福克斯 RS WRC 06 |
| 22 | 56th Neste Oil Rally Finland               | 2006 | Timo Rautiainen | 福特福克斯 RS WRC 06 |
| 23 | 7th Rally of Turkey                        | 2006 | Timo Rautiainen | 福特福克斯 RS WRC 06 |
| 24 | 36th Propecia Rally New Zealand            | 2006 | Timo Rautiainen | 福特福克斯 RS WRC 06 |
| 25 | 62nd Wales Rally GB                        | 2006 | Timo Rautiainen | 福特福克斯 RS WRC 06 |
| 26 | 56th Uddeholm Swedish Rally                | 2007 | Timo Rautiainen | 福特福克斯 RS WRC 06 |
| 27 | 4º Supermag Rally Italia Sardinia          | 2007 | Timo Rautiainen | 福特福克斯 RS WRC 06 |
| 28 | 54th BP Ultimate Acropolis Rally of Greece | 2007 | Timo Rautiainen | 福特福克斯 RS WRC 06 |
| 29 | 57th Neste Oil Rally Finland               | 2007 | Timo Rautiainen | 福特福克斯 RS WRC 07 |
| 30 | 37th Propecia Rally New Zealand            | 2007 | Timo Rautiainen | 福特福克斯 RS WRC 07 |